# 梅纳·齐尔伯曼
梅纳·齐尔伯曼（英語：Menachem Zilberman，1946年10月6日—2014年1月13日），是一名以色列演员、喜剧家和作曲家。
齐尔伯曼出生于埃拉特，他与1965年开始生涯，并以喜剧为主。
2014年1月13日，他在美国加州洛杉矶死于心脏病。